# クリムズンとクローバー
「クリムズンとクローバー」（Crimson and Clover）は、トミー・ジェイムス&ザ・ションデルズが1968年に発表した楽曲。翌1969年、米国のほかカナダ、ニュージーランド、スイスなどで1位を記録した。

## 概要
「Mony Mony」（1968年3月発売）のヒットのあと、トミー・ジェイムスはグループのサウンドの方向性を変えるために楽曲を自らプロデュースし始めた。トミー・ジェイムス&ザ・ションデルズはボー・ジェントリーとリッチー・コーデルという主要ソングライター・チームから離れ、所属会社のルーレット・レコードから自由に作品を作る権利を与えられた。
タイトルの「クリムズンとクローバー」は、ジェイムスがある朝目覚めたときにふいに浮かんだ言葉だった。彼の好きな色である「クリムゾン」と好きな花である「シロツメクサ（クローバー）」がかけ合わされた。なお、シロツメクサの仲間であるベニバナツメクサは英語で「Crimzon Clover」という。ジェイムスは「クリムズンとクローバー」というフレーズをもとに、グループのベーシストとマイク・ヴェイルと曲を書いたが、採用しなかった。次にドラマーのピーター・ルシアと共作した方の曲はうまくいったため、こちらをレコーディングすることとなった。ただし共作者のルシアはタイトルは彼が生み出した言葉だと主張している。ルシアの生まれ故郷であるニュージャージー州のモリスタウンと同州ホーパットコンのそれぞれの高校のサッカーの試合を観ていたときに思いついたという（前者のチームカラーはクリムゾンで、後者のそれは緑、つまりクローバー色だった）。
ルーレット・レコードはシングルの発売をせかし、グループは1968年9月、制作の時間稼ぎのため「Do Something to Me」を発表した。
本作品は16チャンネルのレコーダーで録った最も初期の曲と言われている。またジェイムス自身の証言によれば、レコーディングは5時間半ほどで終了したという。彼がほとんどの楽器を弾き、マイク・ヴェイルがベースを弾き、ピーター・ルシアがドラムを叩いた。エレクトリックギターにはトレモロが大胆にかけられている。レコーディングの終盤、グループはボーカル用のマイクにトレモロをかけたアンペグのギター・アンプをつないで歌を録ることを思いつき、そのとおりに実行された。

### 発売
グループはまだ改良の余地があると考えていたが、とりあえずラフ・ミックスをルーレット・レコード社長のモリス・レヴィに聴かせた。数日後、ジェイムスはシカゴのラジオ局「WLS」に行き、シングルを出すことについて相談した。「これはいける」と感じたWLSはシングル発売前にテスト盤を自社の局で流すことの許可を求め、1968年11月にオンエアされた。
レヴィはWLSに発売前にかけないよう要請していたが、リスナーの反応がことのほかよかったため考えを改めた。局に電話をかけてきたリスナーには特別にプロモーション用のレコードを配布した。レヴィはミックスをやり直したいというジェイムスの願いをはねのけ、同年12月にシングルとして発売した。
1969年2月1日から2月8日にかけてビルボード・Hot 100で2週連続1位を記録し、ビルボードの1969年の年間チャートの16位を記録した。カナダで1位、ニュージーランドで1位、スイスで1位、南アフリカで1位、西ドイツで2位、ベルギーで3位、オーストリアで3位、オランダで3位を記録するなど世界的な大ヒットとなった。
アルバム『Crimson & Clover』にはジェイムスの望んだミックスのバージョンが収録された。シングルは3分23秒だが、アルバム・バージョンは5分25分ある。

## 映画での使用
- 『ハイ・フィデリティ』（2000年）
- 『コーヒー&シガレッツ』（2003年）
- 『モンスター』（2003年）
- 『エステラ・ウォーレンの知られたくない私のヒ・ミ・ツ ヴァージン・ラプソディー』（2005年） - ジョーン・ジェット&ザ・ブラックハーツのバージョン
- 『2日間で上手に彼女にナル方法』（2008年）
- 『パイレーツ・ロック』（2009年）
- 『ランナウェイズ』（2010年） - ジョーン・ジェット&ザ・ブラックハーツのバージョン
- 『マイ・ブラザー 哀しみの銃弾』（2013年）
- 『バトル・オブ・ザ・セクシーズ』（2017年）
- 『ザ・ボルト』（2017年）
- 『마약왕』（2018年）
- 『テッド・バンディ』（2019年）
- 『サン・イズ・オールソー・ア・スター 引き寄せられる2人』（2019年）